# تاریخ امپراتوری بریتانیا کمبریج
تاریخ امپراتوری بریتانیا کمبریج (به انگلیسی: The Cambridge History of the British Empire) یک اثر برجسته در زمینه تاریخ امپراتوری بریتانیا است که در هشت جلد، بین سال‌های ۱۹۲۹ تا ۱۹۶۱ توسط انتشارات کمبریج چاپ شد. جلد هفتم این کتاب، خود به دو بخش تقسیم گشته است. ویراستاران ارشد این کتاب، جان هالند روز، آرتور پرسیوال نیوتن و ارنست آلفرد بنیانز بودند.

## مجلدها
- Vol. I The old empire from the beginnings to 1783. 1929. online
- Vol. II The new empire, 1783-1870.
- Vol. III The empire - commonwealth. 1959.
- Vol. IV British India, 1497-1858. 1929. (doubled as the fifth volume of The Cambridge History of India)
- Vol. V The Indian Empire, 1858-1918. (doubled as the sixth volume of The Cambridge History of India)
- Vol. VI Canada and Newfoundland. 1930.
- Vol. VII Part 1. Australia. 1933. (Reissued in unaltered form in 1988 for the Australian Bicentenary)[۱]
- Vol. VII Part 2. New Zealand.
- Vol. VIII South Africa, Rhodesia and the protectorates. 1936. (Second edition 1963 edited by Eric A. Walker)